# Жълтотила амазона
Жълтотилата амазона (Amazona auropalliata) е вид птица от семейство Папагалови (Psittacidae). Видът е световно застрашен, със статут Уязвим. Включен е в приложенията на CITES и Регламент (ЕО) № 338/97.

## Разпространение и местообитание
Разпространен е в Гватемала, Коста Рика, Мексико, Никарагуа, Салвадор и Хондурас.